# 시미즈 가즈오
시미즈 가즈오(일본어: 清水 和男, 1975년 4월 30일 ~ )는 일본의 전 축구 선수이다.

## 구단 경력
1994년 재팬 풋볼 리그의 세레소 오사카에 입단했다. 1994년 재팬 풋볼 리그 우승으로 J1리그로 승격했다. 2001년까지 58경기에 출전하여, 2득점을 넣었다. 2001년후 현역 은퇴.